# Mamedanuki
Mameda
Œuvres principales
- Ehon Hyakku monogatari (絵本百物語)

Le mamedanuki (豆狸 ;"tanuki-haricot", "petit tanuki"), parfois raccourci sous le nom de mameda, est un yōkai du folklore japonais inspiré du tanuki. Il s’agit de la variété de bake-danuki (化け狸 ; "tanuki transformiste") qui a le plus influencé le folklore autour du chien viverrin dans la culture japonaise, notamment grâce aux statues de tanuki en céramique de Shigaraki.

## Description
La figure du mamedanuki étaient extrêmement prolifique dans les localités de la région du kansai et du centre du Japon, lui faisant prendre des formes très différentes selon les récits. Mais l’une des figures les plus populaires du mamedanuki est celle présente dans l’Ehon hyaku monogatari. Le mamedanuki est décrit comme ayant une taille comparable à celle d'un chien, mais d’autres sources le décrivent comme étant d’une taille très petite, voire minuscule. Son intelligence surpasserait celle des autres tanukis. 
Il a un penchant pour le riz, les haricots rouges et l’alcool, et aime jouer des tours aux humains pour obtenir ce qu’il veut. Parfois, il lui arrive de venir voler de l’alcool les nuits de pluies fines. 
Comme la plupart des bake-danukis, c’est un maître dans l’art de la métamorphose : Il est caractérisé par son scrotum qu’il peut l'élargir jusqu’à une taille de huit tatamis (soit environ 13 m2) en soufflant dedans. En portant son scrotum élargi sur sa tête et tout son corps, il peut prendre l’apparence d’objets ou de personnes. 
De nombreux folkloristes pensent que les caractéristiques et accessoires standards du bake-danuki tel qu'il est représenté dans la culture japonaise, notamment dans les céramique de shigaraki, à savoir, la bouteille de saké à la main gauche et le petit feuillet à ordres à la main droite, mais également le scrotum, proviendraient des différents récits folkloriques autour du mamedanuki.
Dans certaines versions du folklore, le mamedanuki n'est que la manifestation du tanukitsuki (狸憑), la possesion exercée par un tanuki sous la forme d'une petite créature, de la même manière que le kuda-gitsune ou l’osaki chez le renard.

## Étymologie et origine
En Japonais moderne, le terme mamedanuki (豆狸) se compose du terme tanuki  (狸) désignant le chien viverrin, ainsi que du terme mame (豆) désignant un ensemble de légumineuse comprenant les haricots et les pois. Mais à l’origine, les caractères 豆狸 se lisaient mameda et désignait surtout le chien viverrin, considéré dans les périodes anciennes, comme une créature dotée de pouvoirs surnaturels. Le caractère 狸 prononcé da, se serait rattaché indépendamment du terme tanuki, et viendrai plutôt du caractère 田 (ta ; la rizière, le champ), provenant de la relation qu’entretiendrait le chien viverrin et le monde de l’agriculture et notamment de la culture des haricots rouge au Japon.
Le lien entre le tanuki et la pluie est mis en évidence par le caractère chinois 霾 (bai ; « brume sèche »), qui combine les caractères pluie (雨) et l'ancien caractère désignant le tanuki (貍). On croyait que les chiens viverrins avaient des pouvoirs surnaturels liés à la météo, comme la capacité de prédire la pluie.

## Récits locaux en divers endroits du Japon

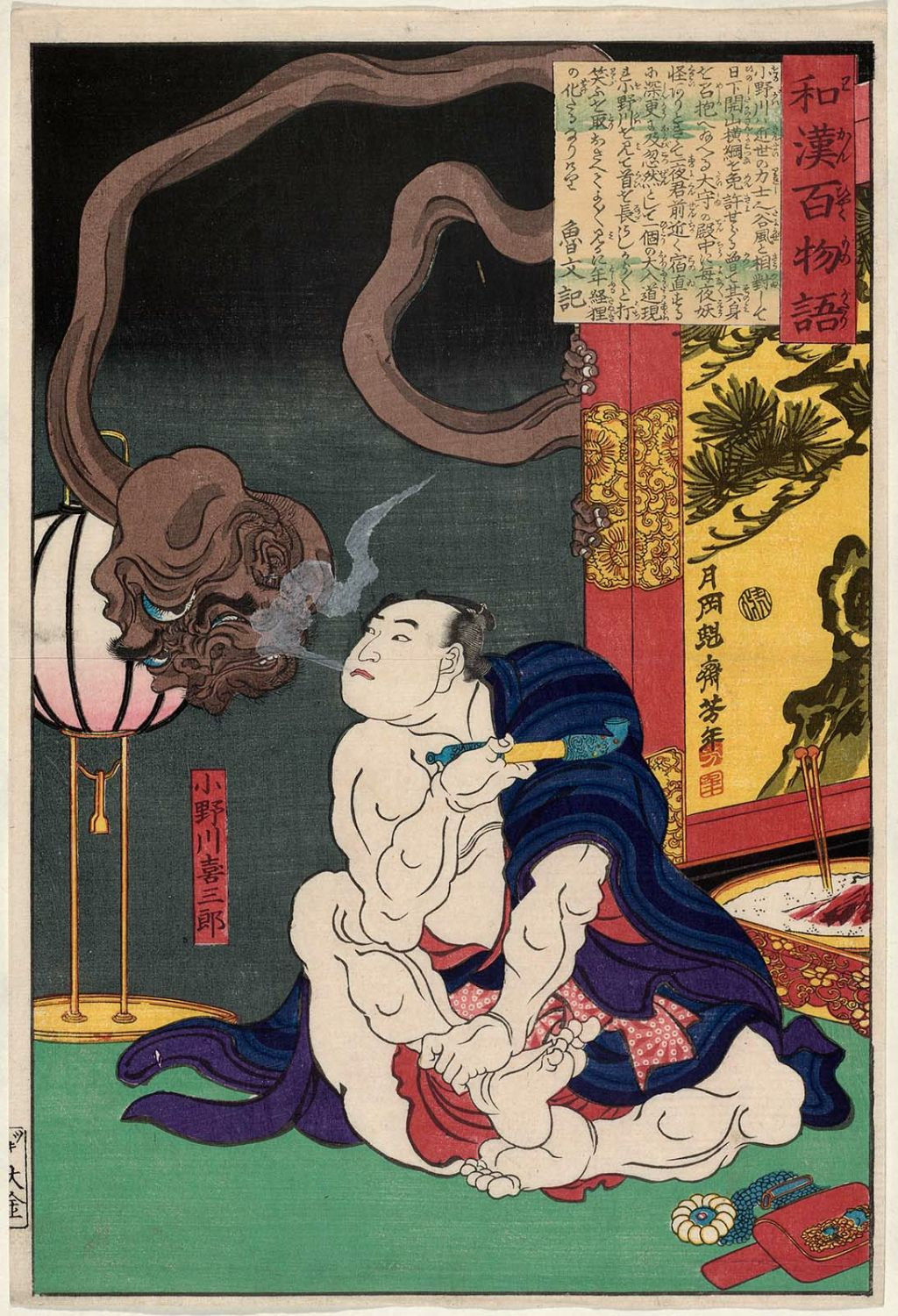
Le sumotori Onogawa Kisaburō soufflant de la fumée sur un rokurokubi qui était en fait un vieux tanuki, rappellent le poète Rosan et le mamedanuki. Illustré par Tsukioka Yoshitoshi en 1865 dans le Wakan hyakku monogatari.

### Mamedanukide Sanyo
Dans la région de Sanyo, ce yōkai était désigné sous le nom de mameda et vivait dans le cellier d'une vieille bâtisse dans un village de montagne. Il était possible de le voir, assis en silence, sous la forme d’une vieille femme d’une très petite taille, proche de celle d’un enfant de 3-4 ans.

### Mamedanukide Hyōgo
Selon Saburo Washio, un écrivain de l'ère Meiji, dans la région de Nada de la préfecture de Hyōgo, où le brassage du saké était en pleine expansion, les mamedanuki ont commencé à s’installer à proximité des brasseries pour y voler du riz cuit et de l'alcool. Parfois, ils créaient des hallucinations sonores diverses au beau milieu de la nuit : des bruits de pas, d’une pluie battante, de portes qui grincent pour faire croire qu’un intrus s’est infiltré dans la maison. Mais surtout, les bruits d’une éclaboussure, pour faire croire que le saké jaillissait des cuves, alors que les couvercles étaient bien fermés, ou bien celui d’une cuve qui roulait. Il s’agissait de petits tours, plus ou moins méchants, pour faire signe aux brasseurs de leur présence. Les petites créatures étaient localement vénérées, et on disait que si une brasserie n'avait pas un ou deux mamedanukis, il ne serait pas possible de produire du bon saké.

### Mamedanukide Tokushima
Un récit issu de la préfecture de Tokushima, raconte que lorsque ce mamedanuki allumait un feu au sommet d’une montagne en pleine nuit, la pluie survenait de manière systématique le lendemain.

### Mamedanukide Tosa
D'après le Tosa bakemono ehon (土佐化物絵本) un emaki qui aurait été créé de la fin de la époque d'Edo au début de l'ère Meiji, dans une maison du village de Sue, province de Tosa (préfecture de Kōchi), une femme est entrée dans les toilettes et a vu ce qui serait le mamedanuki, qui aurait pris l’apparence d’un petit moine d’une taille de quatre ou cinq shaku(soit environ 130 à 150 cm), qui s’amusait à lui tripoter les fesses.

### Mamedanukitransformé en maison
Durant l'ère Genroku, un maître de haïku du nom de Rosan séjournait chez un collègue amateur à Takachiho, dans la province de Hyūga (actuelle préfecture de Miyazaki ). Cette nuit-là, Rosan était en train d'écrire du haïku avec ses amis sur les huit tatamis disposés dans la pièce, lorsque accidentellement, il laissa tomber un mégot de cigarette sur le tatami. Et d’un coup, les tatamis et la maison avaient disparu. Les tatamis et la maison étaient en fait le scrotum d’un mamedanuki transformé .

## Cas de possessions par desmamedanuki

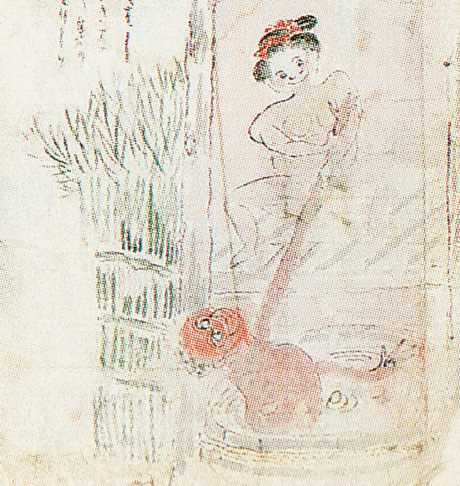
Illustration d’un mamedanuki de la préfecture de Kōchi dans "Tosa bakemono ehon".

Le folklore local raconte que le mamedanuki dispose également de pouvoirs de possession. Pour ce faire, il entre dans le corps de ses victimes et lui crée de grosses bosses. Cependant, il n'attaque que les gens qui l’on insulté ou blessé. Ce fut le cas d’un brasseur qui avait craché sur un mamedanuki qui l’importunait. L’homme a subitement disparu avant de réapparaitre au bout de quatre jours, inconscient, le corps tuméfié de cette fameuse bosse sous la peau. Le mamedanuki était rancunier, et voulait continuer d’en découdre, jusqu’à ce que la population lui fasse la promesse de le sacraliser comme un dieu s’il s'arrêtait. Le mamedanuki accepta et disparu. Pour honorer la promesse tenue à la créature, il fut construit un sanctuaire appelé morisuke daimyojin, où les gens se rendaient pour vénérer leur nouveau dieu.
Ces histoires de possessions par l’apparition de tumeurs sur le corps, sont relativement courantes chez le mamedanuki, en particulier dans la région d'Osaka. Dans le livre du spiritualiste, dōbustu kairei ishi (動物界霊異誌), le médium Kenfumi Okada décrit également le cas suivant : en 1907, une personne à Tanimachi, quartier Higashi (aujourd'hui quartier Chuo à Osaka) était possédée par deux ou trois bake-danuki d’une toute petite taille enfoncés sur le dos du patient, et seulement visibles par le médium. Lorsque la procédure de purification commença, une des petites bosses se déplaça le long du bras gauche jusqu'au bout des doigts, et une substance grisâtre semblable à un sirop se mit à couler des doigts vers le sol. La petite chose, qui prit la taille comparable à celle d'un nikuman (un petit pain à la vapeur d’un quinzaine de centimètre de diamètres environ), se mit à tourner à grande vitesse, avant de cesser de bouger. Cependant, lorsqu’un policier en patrouille passa devant la porte de la maison, la petite créature en profita pour lui sauter sur la poitrine, effrayant le fonctionnaire qui s’enfuit en brandissant son sabre. Bien que le patient fut désormais complètement rétabli, on ne sait ce qui est advenu au policier depuis.